# Андрей Галабинов
Андрей Галабинов (болг. Андрей Гълъбинов, нар. 27 листопада 1988, Софія) — болгарський футболіст, нападник італійського клубу «Реджина».
Гпав за національну збірну Болгарії.

## Клубна кар'єра
Народився 27 листопада 1988 року в Софії. Вихованець юнацьких команд ЦСКА (Софія) та кіпрської «Омонії».
У дорослому футболі починав грати за низку нижчолігових італійських команд, першою з яких 2006 року була команда «Кастелларано» із Серії D. Змінивши декілька клубів, що представляли четверти і третій італійські дивізіони, на початку 2011 року уклав контракт з «Ліворно», клубом Серії B. У його команді не закріпився і за півроку був відданий в оренду до третьолігового «Сорренто», згодом грав на аналогічних умовах на тому ж рівні системи італійських футбольних ліга за «Бассано» та «Губбіо». Сезон 2013/14 провів в оренді в «Авелліно», де отримав досвід постійних виступів на рівні Серії B, після чого повернувся до «Ліворно», де також став гравцем основного складу.
Провівши протягом 2015–2017 два сезони за друголігову «Новару», на правах вільного агента уклав контракт з «Дженоа», у складі якого дебютував в елітному італійському дивізіоні, провівши в сезоні 2017/18 20 ігор в Серіх A і забивши три голи.
Влітку 2018 року повернувся до другого італійського дивізіону, уклавши трирічну угоду зі «Спецією». В сезоні 2019/20 допоміг команді вперше в її історії здобути підвищення в класі до найвищого італійського дивізіону. У другому турі сезону 2020/21 забив історичний перший гол «Спеції» у Серії A (поразка 1:4 від «Сассуоло»), а вже в наступній грі чемпіонату став автором обох голів своєї команди у грі з «Удінезе», що завершилася з рахунком 2:0 і стала першою перемогою в елітному дивізіоні в історії його клубу.
За результатами сезону «Спеція» посіла 15-те місце і зберегла місце в елітному дивізіоні. Утім сам гравець повернувся до Серії B, перейшовши до «Реджини», з якою 18 серпня 2021 року уклав трирічний контракт.

## Виступи за збірну
Навесні 2014 року дебютував в офіційних матчах у складі національної збірної Болгарії. Того року провів ще п'ять матчів за головну команду країни. Згодом протягом 2017 року виходив на поле ще у п'яти іграх за збірну, загалом у її складі відзначився двома голами.
Після тривалої перерви знову був викликаний до національної команди навесні 2021 року.
| Дата       | Місто      | Господарі         | Результат | Гості             | Турнір            | Голи | Примітки |
| ---------- | ---------- | ----------------- | --------- | ----------------- | ----------------- | ---- | -------- |
| 5-3-2014   | Софія      | Болгарія          | 2 – 1     | Білорусь          | товариський матч  | -    | 46'      |
| 23-5-2014  | Софія      | Болгарія          | 1 – 1     | Канада            | товариський матч  | 1    | 60'      |
| 9-9-2014   | Баку       | Азербайджан       | 1 – 2     | Болгарія          | Відбір до ЧЄ 2016 | -    | 58'      |
| 10-10-2014 | Софія      | Болгарія          | 0 – 1     | Хорватія          | Відбір до ЧЄ 2016 | -    | 46'      |
| 13-10-2014 | Осло       | Норвегія          | 2 – 1     | Болгарія          | Відбір до ЧЄ 2016 | -    | 56'      |
| 16-11-2014 | Софія      | Болгарія          | 1 – 1     | Мальта            | Відбір до ЧЄ 2016 | 1    | 58'      |
| 9-6-2017   | Борисов    | Білорусь          | 2 – 1     | Болгарія          | Відбір до ЧС 2018 | -    | 54'      |
| 3-9-2017   | Осло       | Нідерланди        | 3 – 1     | Болгарія          | Відбір до ЧС 2018 | -    | 60'      |
| 7-10-2017  | Софія      | Болгарія          | 0 – 1     | Франція           | Відбір до ЧС 2018 | -    | 48'      |
| 10-10-2017 | Люксембург | Люксембург        | 1 – 1     | Болгарія          | Відбір до ЧС 2018 | -    | 49'      |
| 13-11-2017 | Лісабон    | Болгарія          | 1 – 0     | Саудівська Аравія | товариський матч  | -    | 65'      |
| 28-3-2021  | Софія      | Болгарія          | 0 – 2     | Італія            | Відбір до ЧС 2022 | -    |          |
| 31-3-2021  | Белфаст    | Північна Ірландія | 0 – 0     | Болгарія          | Відбір до ЧС 2022 | -    | 73'      |
| 5-6-2021   | Москва     | Росія             | 1 – 0     | Болгарія          | товариський матч  | -    | 58'      |
| Усього     |            | Матчів            | 14        |                   | Голів             | 2    |          |